# Jacob Jensen Jersin
Jacob Jensen Jersin (1633 – 21. juli 1694) var en norsk biskop, søn af Jens Dinesen Jersin og hans tredje hustru.
Jersin blev født i Ribe 1633 (døbt 5. juli), blev dimitteret fra Sorø 1652, derpå informator hos Joachim Gersdorf, 1663 magister og 1664 sognepræst til Kalundborg, hvorfra han uventet 25. oktober 1680 blev kaldet til biskop i Stavanger. Året efter hans ankomst blev det ved reskript af 6. maj 1682 bestemt, at stiftet skulde kaldes Kristiansands Stift, hvorefter biskoppen måtte flytte til den nye stiftsstad.
Det trak ud med flytningen, men Stavangers brand 1684 afgjorde sagen, og 1685 havde Kristiansand sin første biskop. Han roses af Pontoppidan som en meget from mand, der stiftede fred i sit ofte urolige præsteskab, og han skal derhos have været en dygtig teolog og filolog, men der foreligger intet fra hans hånd.
Pontoppidan frakender ham historisk sans og lægger stor skyld på ham, hvis det er rigtigt, at han lod flere kister med gamle pergamentsbreve blive stående i Stavanger, hvor de snart gik til grunde. Han døde i Skien på visitats. Han blev 5. oktober 1664 gift med Adelheid, datter af biskop Hans Borchardsen; hun overlevede sin mand.